# Championnat d'Antigua-et-Barbuda de football 2004-2005
Navigation
Saison précédente Saison suivante
La saison 2004-2005 du Championnat d'Antigua-et-Barbuda de football est la trente-quatrième édition de la Premier Division, le championnat de première division à Antigua-et-Barbuda. Les huit formations de l'élite sont regroupées au sein d'une poule unique où elles s'affrontent trois fois. En fin de saison, pour permettre un retour à un championnat à 10 clubs, le dernier du classement est relégué et remplacé par les trois meilleures formations de First Division.
C'est le Bassa SC, tenant du titre, qui remporte à nouveau la compétition cette saison après avoir terminé en tête du classement final, ne devançant Hoppers FC qu'à la faveur d'une meilleure attaque. Il s’agit du second titre de champion d'Antigua-et-Barbuda de l'histoire du club.

## Les clubs participants
- Empire FC
- Hoppers FC
- Villa Lions FC - Promu de First Division
- Wadadli FC - Promu de First Division
- Bassa SC
- Parham FC
- English Harbour FC
- SAP FC

## Compétition
Le barème de points servant à établir le classement se décompose ainsi :
- Victoire : 3 points
- Match nul : 1 point
- Défaite : 0 point

### Classement
| Rang | Équipe                | Pts | J  | G  | N  | P  | Bp | Bc | Diff |
| ---- | --------------------- | --- | -- | -- | -- | -- | -- | -- | ---- |
| 1    | 'Bassa SC'T           | 43  | 21 | 12 | 7  | 2  | 47 | 24 | +23  |
| 2    | Hoppers FC            | 43  | 21 | 13 | 4  | 4  | 45 | 22 | +23  |
| 3    | Empire FC             | 39  | 21 | 11 | 6  | 4  | 53 | 32 | +21  |
| 4    | Villa Lions FCP       | 28  | 21 | 8  | 4  | 9  | 42 | 45 | -3   |
| 5    | SAP FCC               | 26  | 21 | 8  | 2  | 11 | 42 | 49 | -7   |
| 6    | Parham FC -3          | 25  | 21 | 6  | 10 | 5  | 33 | 28 | +5   |
| 7    | Wadadli FCP           | 13  | 21 | 3  | 4  | 14 | 16 | 47 | -31  |
| 8    | English Harbour FC -3 | 9   | 21 | 3  | 3  | 15 | 28 | 59 | -31  |

|  | Qualification pour le CFU Club Championship 2005                           |
|  | Relégation directe en First Division                                       |
|  | T : Tenant du titre C : Vainqueur de la FA Cup P : Promu de First Division |

- English Harbour FC et Parham FC reçoivent une pénalité de 3 points pour ne pas avoir présenté le nombre requis de joueurs lors de la cérémonie d'ouverture de la compétition.

## Bilan de la saison
| Championnat d'Antigua-et-Barbuda de football 2004-2005 |                     |
| Champion                                               | Bassa SC (2e titre) |
| Coupes et trophées                                     |                     |
| Vainqueur de la Coupe d'Antigua-et-Barbuda 2004-2005   | SAP FC              |
| Qualifications continentales                           |                     |
| CFU Club Championship 2005                             | Bassa SC            |
| CFU Club Championship 2005                             | Hoppers FC          |
| Promotions et relégations                              |                     |
| Promus en Premier Division                             | Old Road FC         |
| Promus en Premier Division                             | Liberta FC          |
| Promus en Premier Division                             | West Ham Point      |
| Relégués en First Division                             | English Harbour FC  |